# Vlakplaas
L'Unité C10 (plus tard C1), plus souvent appelée Vlakplaas du nom de la ferme (située à 20 km de Pretoria) qui lui servait de QG, était une unité antiterroriste et de contre-insurrection de la police sud-africaine créée en 1979, durant l'apartheid. 
L'unité Vlakplaas fut d'abord commandée par le commandant Dirk Coetzee (en) puis, à partir de 1985, par le colonel Eugene de Kock.

## Historique
En 1994, d’anciens membres des services de sécurité de la police sud-africaine informèrent la Commission Goldstone de l’existence de l’unité Vlakplaas, en échange de leur protection. L'année suivante, Eugene de Kock fut arrêté et inculpé par un tribunal.
L’unité Vlakplaas torturait et assassinait les partisans de mouvements anti-apartheid, parvenant parfois à retourner les militants ennemis. La ferme de Vlakplaas fut utilisée comme lieu d'exécution à de nombreuses reprises.
Par ailleurs, l’unité Vlakplaas fournissait des armes à l'Inkatha, un mouvement rival de l'ANC et qui prônait le séparatisme territorial.

## Reconversion de la ferme Vlakplaas
Le Département des Sciences et de la Technologie (en) annonça en août 2007 que la ferme serait reconvertie en centre de soins et en laboratoire sur la médecine traditionnelle, afin de promouvoir les liens entre la médecine moderne et les médecins sangoma.